# Bruce Stuart
Temple de la renommée : 1961
Bruce Stuart (né le 30 novembre 1881 à Ottawa, dans la province de l'Ontario, au Canada – 28 octobre 1961 à Ottawa) est un joueur professionnel canadien de hockey sur glace qui évoluait au poste de centre.

## Biographie

### Ses débuts
Bruce Stuart est né à Ottawa en Ontario le 30 novembre 1881 ; il est un des cinq enfants de Rachel Hodgson et de William Stuart. La famille compte deux autres garçons, Hod et Alex, et également deux filles, Jessie et Lottio,.
Avec son frère Hod, Bruce Stuart rejoint l'Ottawa Hockey Club de la Canadian Amateur Hockey League (également désignée par le sigle CAHL) lors de la saison 1899 au cours de laquelle, il participe à une rencontre et inscrit un but. Lors de la saison suivante, il joue cinq rencontre sur huit matchs du calendrier et inscrit onze buts ; il est alors le quatrième buteur de la CAHL derrière Harry Trihey qui en inscrit dix-sept.
Grâce à des contacts de son père, Hod Stuart se voit offrir un travail à Québec et les deux frères quittent leur ville natale en 1900. Ils rejoignent le Club de hockey Québec, autre équipe de la CAHL, pour la saison 1901. Stuart ne passe qu'une saison avec l'équipe de Québec, alors que son frère y reste un an de plus. Bruce Stuart retourne jouer pour Ottawa pour la saison 1902 et inscrit neuf buts en huit matchs.

### Carrière professionnelle dans la WPHL puis la LIH
En 1902, les Victorias de Pittsburgh de la Western Pennsylvania Hockey League font signer un contrat à Bruce Stuart alors que son frère rejoint les Bankers de Pittsburgh. Lorsque les deux équipes se rencontrent la première fois, une dispute éclate, les Victorias affirmant qu'Hod Stuart leur appartient. Stuart inscrit seize buts et réalise six passes décisives au cours de la saison 1902-1903.
Après seulement une saison avec Pittsburgh, les frères Stuart quittent la Pennsylvanie pour rejoindre le Portage Lakes Hockey Club, une équipe du nord du Michigan ; les frères Stuart jouent quatorze matchs de démonstration, avec treize buts pour Hod et quarante-quatre pour Bruce. La saison suivante, la ligue internationale de hockey est créée et Hod Stuart rejoint les Calumet-Larium Miners alors que Bruce reste avec Portage Lakes. Au cours de cette saison 1904-1905, Stuart inscrit trente-trois buts alors que son équipe termine à la deuxième place du classement derrière les Miners où évolue son frère. Il joue les deux saisons suivantes avec Portage Lake comptant quinze et vingt buts alors que son équipe remporte à deux reprises le titre de champion de la LIH.

## Statistiques
| Saison    | Équipe                    | Ligue         |                            | Saison régulière           | Saison régulière           | Saison régulière           | Saison régulière           | Saison régulière           |                            | Séries éliminatoires       | Séries éliminatoires       | Séries éliminatoires       | Séries éliminatoires | Séries éliminatoires |
| Saison    | Équipe                    | Ligue         | PJ                         | B                          | A                          | Pts                        | Pun                        | PJ                         | B                          | A                          | Pts                        | Pun                        |                      |                      |
| 1899      | Ottawa Hockey Club        | LCHA          | 1                          | 1                          | 0                          | 1                          | 0                          |                            |                            |                            |                            |                            |                      |                      |
| 1900      | Ottawa Hockey Club        | LCHA          | 5                          | 11                         | 0                          | 11                         | 0                          |                            |                            |                            |                            |                            |                      |                      |
| 1901      | Quebec Hockey Club        | LCHA          | 6                          | 5                          | 0                          | 5                          | 0                          |                            |                            |                            |                            |                            |                      |                      |
| 1902      | Ottawa Hockey Club        | LCHA          | 8                          | 9                          | 0                          | 9                          | 0                          |                            |                            |                            |                            |                            |                      |                      |
| 1902-1903 | Pittsburgh Victorias      | WPHL          | 10                         | 16                         | 6                          | 22                         | 20                         |                            |                            |                            |                            |                            |                      |                      |
| 1903-1904 | Portage Lakes Hockey Club | Exhib.        | 14                         | 44                         | 0                          | 44                         | 6                          | 9                          | 28                         | 0                          | 28                         | 13                         |                      |                      |
| 1904-1905 | Portage Lakes Hockey Club | LIH           | 22                         | 33                         | 0                          | 33                         | 59                         |                            |                            |                            |                            |                            |                      |                      |
| 1905-1906 | Portage Lakes Hockey Club | LHI           | 20                         | 15                         | 0                          | 15                         | 22                         |                            |                            |                            |                            |                            |                      |                      |
| 1906-1907 | Portage Lakes Hockey Club | LHI           | 23                         | 20                         | 9                          | 29                         | 81                         |                            |                            |                            |                            |                            |                      |                      |
| 1907-1908 | Wanderers de Montréal     | ECAHA         | 3                          | 3                          | 0                          | 3                          | 18                         |                            |                            |                            |                            |                            |                      |                      |
| 1907-1908 | Wanderers de Montréal     | Coupe Stanley |                            |                            |                            |                            |                            | 3                          | 8                          | 0                          | 8                          | 18                         |                      |                      |
| 1908-1909 | Sénateurs d'Ottawa        | ECAHA         | 11                         | 22                         | 0                          | 22                         | 30                         |                            |                            |                            |                            |                            |                      |                      |
| 1909-1910 | Sénateurs d'Ottawa        | CHA           | 2                          | 4                          | 0                          | 4                          | 0                          |                            |                            |                            |                            |                            |                      |                      |
| 1910      | Sénateurs d'Ottawa        | ANH           | 7                          | 14                         | 0                          | 14                         | 17                         |                            |                            |                            |                            |                            |                      |                      |
| 1910      | Sénateurs d'Ottawa        | Coupe Stanley |                            |                            |                            |                            |                            | 4                          | 10                         | 0                          | 10                         | 6                          |                      |                      |
| 1910-1911 | Sénateurs d'Ottawa        | ANH           | 3                          | 0                          | 0                          | 0                          | 0                          |                            |                            |                            |                            |                            |                      |                      |
| 1911-1912 | Stewartons d'Ottawa       | IPAHU         | Statistiques indisponibles | Statistiques indisponibles | Statistiques indisponibles | Statistiques indisponibles | Statistiques indisponibles | Statistiques indisponibles | Statistiques indisponibles | Statistiques indisponibles | Statistiques indisponibles | Statistiques indisponibles |                      |                      |